# VI Giochi asiatici
I VI Giochi asiatici si disputarono a Bangkok, Thailandia, dal 24 agosto al 4 settembre 1970.

## Medagliere
| #      | Nazione         | Oro | Argento | Bronzo | Totale |
| ------ | --------------- | --- | ------- | ------ | ------ |
| 1      | Giappone        | 74  | 47      | 23     | 144    |
| 2      | Corea del Sud   | 18  | 13      | 23     | 54     |
| 3      | Thailandia      | 9   | 17      | 13     | 33     |
| 4      | Indonesia       | 9   | 7       | 7      | 23     |
| 5      | India           | 6   | 9       | 10     | 25     |
| 6      | Israele         | 6   | 6       | 5      | 17     |
| 7      | Malaysia        | 5   | 1       | 7      | 13     |
| 8      | Birmania        | 3   | 2       | 7      | 12     |
| 9      | Iran            | 2   | 5       | 17     | 24     |
| 10     | Ceylon          | 2   | 2       | 0      | 4      |
| 11     | Filippine       | 1   | 9       | 12     | 22     |
| 12     | Taiwan          | 1   | 5       | 12     | 18     |
| 13     | Pakistan        | 1   | 2       | 7      | 10     |
| 14     | Singapore       | 0   | 6       | 9      | 15     |
| 15     | Cambogia        | 0   | 2       | 3      | 5      |
| 16     | Vietnam del Sud | 0   | 0       | 2      | 2      |
| Totale | Totale          | 137 | 133     | 153    | 423    |

## Risultati
- Pallacanestro
- Pallanuoto